# Paraca
Paraca – w Peru, w regionie Costa silna bryza morska w godzinach popołudniowych. Czasem także nazwa burzy piaskowej.